# Lingua Franca Nova
Lingua Franca Nova (lfn, LFN) är ett planspråk som konstruerats för att fungera som internationellt hjälpspråk år 2002. Det skapades av George Boeree, professor emeritus i psykologi vid Shippensburg universitet, i Nederländerna. Språkets ordförråd bygger till största delen på de romanska språken: franska, italienska, katalanska, portugisiska och spanska.
Språket kan skrivas med både latinska och kyrilliska alfabetet.

## Introduktion
Lingua Franca Nova ("elefen") är ett språk utformat för att vara mycket enkelt, regelbundet och lätt att lära sig för internationell kommunikation. Det har ett antal funktioner:
1. Har ett begränsat antal fonem. Det låter som italienska eller spanska.
2. Det är skrivet fonetiskt. Inget barn ska slösa många år på att studera undantag.
3. Det har en riktigt enkel och regelbunden grammatik, som liknar världens kreoler.
4. Har en begränsad och helt regelbunden uppsättning produktiva affix för att skapa nya ord.
5. Det har väldefinierade regler för ordföljd, som många större språk.
6. Har en ordlista baserad på moderna romanska språk. Dessa språk är vanliga och inflytelserika och har bidragit med de flesta av de engelska orden.
7. Det är utformat för att naturligt inkludera tekniska termer från latin och grekiska som är vanliga runt om i världen.
8. Det är designat för att kännas "naturligt" för dem som förstår romanska språk, men ska även vara lätt för alla andra.

## Grammatik
LFN är ett SVO-språk (subjekt-verb-objekt). Modifierare följer i allmänhet vad de modifierar, liksom prepositionsfraser och underordnade satser.
Förutom pluralis i -s eller -es, är substantiv invarianta. Ett substantivs roll i en mening bestäms av ordföljd och prepositions. Det finns 22 prepositioner, såsom a (at, till), de (av, från), en  (in, in), och con (med).
Substantiv föregås vanligtvis av artiklar (la eller un) eller andra bestämningsfaktorer som esta (detta, dessa), acel (det, de), alga  (några), cada (varje, varje ), multe (många, mycket) och poca (få, lite). Possessiva bestämningsfaktorer, kardinalsiffror och adjektiven bon och mal (bra och dåliga) föregår också substantivet; ordningssiffror följer substantivet. En mängd olika pronomen är identiska med eller härledda från bestämningsfaktorer.
De personliga pronomenen är oföränderliga:
| person | singularis   | flertal |
| ------ | ------------ | ------- |
| 1      | me           | nos     |
| 2      | tu           | vos     |
| 3      | el / lo / on | los     |

El används för människor och högre djur; Lo används för allt annat. On används på samma sätt som på franska eller "one" på engelska (på det sätt som man skulle använda det om man sa den här meningen).
För första- och andrapersonspronomen är reflexiven desamma som de vanliga pronomenen, och de possessiva bestämningsfaktorerna är mea, nosa, tua och vosa.  Possessiva pronomen bildas genom att använda artikeln la före possessiva bestämningsfaktorer, t.ex. la mea.
Se är tredje person reflexiv, singular och plural. Tredje personens possessiva bestämmare, både singular och plural, är sua, och det possessiva pronomenet är la sua.
Verb är oföränderliga. Endast verbet representerar presens och infinitiv. Andra tider och stämningar indikeras av föregående partiklar:
| spänd/humör | partikel | exempel    | översättning |
| ----------- | -------- | ---------- | ------------ |
| närvarande  | -        | me vade    | I go         |
| dåtid       | ia       | me ia vade | I went       |
| framtida    | va       | me va vade | I will go    |
| villkorlig  | ta       | me ta vade | I would go   |

Adverb som ja (redan) och hjälpverb som comensa (börja) används för att lägga till precision. Det aktiva particip slutar på -nte och det passiva participet på -da. De kan användas med es  (att vara) för att bilda en progressiv aspekt respektive en passiv röst.
Adjektiv är invarianta och adverb skiljer sig inte från adjektiv. Adjektiv följer substantiv och adverb efter verb men föregår adjektiv. Jämförelsen bildas med plu eller min, superlativet med la plu eller  la min.
Frågor skapas genom att föregå meningen med esce eller genom att använda ett av flera "frågeord", såsom cual (vad, vilken), ' 'ci (vem), do (var), cuando (när), och  perce (varför). Samma ord används också för att introducera underordnade satser, liksom ord som si (om), ce (att), bil (eftersom), och afin (så att).
Prepositioner inkluderar a (vid, till), de (av, från), ante (före, framför), pos (efter, bakom), etc.
Konjunktioner inkluderar e (och), o (eller), och ma (men).